# Древницкий, Василий Мартынович
Василий Мартынович Древницкий (13 октября 1910, Грозный, Терская область — 1957, Ленинград) — в годы Великой Отечественной войны Командующий Ильменской военной флотилией.

## Биография
Родился 13 января 1910 года в Грозном.

### Служба на флоте
В октябре 1929 года поступил в Военно-морское училище имени М. В. Фрунзе и в 1932 году окончил его артиллеристом. В феврале-декабре 1933 года Древницкий служил дивизионным артиллеристом дивизиона сторожевых кораблей Морских сил Балтийского моря. Через год после училища его отправили учиться дальше. В 1933—1934 годах В. М. Древницкий окончил артиллерийский класс Специальных курсов командного состава Морских сил РККА. После курсов моряка отправили на Север. Служил командиром артиллерийского сектора эсминцев «Рыков» (1934—1935), «Урицкий» (1935—1937). С ноября 1937 по декабрь 1939 года Древницкий командовал сторожевым кораблем «Гроза». С декабря 1939 по декабрь 1940 года Древницкий был командиром 2-го дивизиона сторожевых кораблей Охраны водного района Северного флота.
На Севере он участвовал в советско-финляндской войне. 30 ноября 1939 года войска 14-й армии начали наступление на полуостровах Средний и Рыбачий при поддержке огня артиллерии эсминца «Карл Либкнехт». Войска продолжали наступать на Петсамо. 1 декабря в Петсамский залив были посланы для разведки сторожевой корабль «Гроза» капитан-лейтенанта В. М. Древницкого и два тральщика под прикрытием эсминцев «Грозный» и «Куйбышев». «Гроза» обстреляла предполагаемое место расположения береговых батарей и небольшой порт Лиинахамари в глубине залива. Так как противник не противодействовал, тральщики с поставленными тралами пошли к Петсамо, за ними двигался сторожевой корабль, продолжая обстрел Лиинахамари. Подойдя к Петсамо, Древницкий огнём подавил пулеметную точку на колокольне и способствовал тому, что к вечеру советские войска взяли Петсамо и Лиинахамари.
Древницкого наградили в 1940 году орденом Красного Знамени. Затем способного командира направили учиться в Военно-морскую академию имени К. Е. Ворошилова.

### В Великой Отечественной войне
В июле 1941 года он был досрочно выпущен из академии и направлен в распоряжение командующего Северо-Западным фронтом. 28 июля 1941 года по приказанию командующего Северо-Западным фронтом в Новгороде из судов Волхово-Ильменского речного пароходства начали формировать Ильменскую военную флотилию под командованием капитана 3-го ранга B. М. Древницкого. Командный и рядовой состав укомплектовали моряками с мобилизованных судов и краснофлотцами. Штаба у флотилии не было.
31 июля флотилия получила задание командования нести сторожевую службу в западной части озера Ильмень, чтобы не допустить прорыва противника в Новгородском и Старорусском направлениях. С начала августа корабли флотилии несли дозоры и вели разведку противника на побережье.
К 5 августа в состав флотилии входили 3 канонерские лодки, перестроенные из буксиров, и 9 катеров; большинство экипажей составляли гражданские моряки. Противник к этому времени располагал на озере Ильмень 3 вооруженными катерами и более чем 30 ботами. Флотилии, которую подчинили командующим 4, 48 и 54-й армиями, следовало нести сторожевую службу, не допускать прорыва противника к Новгороду и Старой Руссе и готовиться к высадке десантов.
8 августа один из катеров флотилии впервые подвергся атаке неприятельской авиации и отбил нападение 3 самолетов. Моряки других кораблей также успешно отражали атаки с воздуха. После 14 августа флотилия прикрывала вывоз грузов и мирного населения из Новгорода. Доставив конвой до пристани Волхов, флотилия охраняла мост через Волхов. При этом флотилия оторвалась от своих войск на 15—20 километров и оказалась в тылу противника. После занятия немцами станции Волхов флотилия отошла к Грузино и установила связь со своими частями. В августе-сентябре корабли флотилии по заявкам сухопутного командования вели обстрел противника на суше, прикрывали отход своих войск, перебрасывали войска через реки, вели разведку. В октябре вооруженные буксиры перевели на Ладожское озеро, и на Волхове для содействия сухопутным войскам остались лишь катера. Флотилия была расформирована 20 октября 1941 года. С октября 1941 по апрель 1942 года он командовал 2-м дивизионом ОВРа Северного флота. Затем до октября 1945 года был старшим помощником командира крейсера «Максим Горький» Краснознаменного Балтийского флота. 31 августа 1942 года ему присвоили звание капитана 2-го ранга, в 1944 году наградили 2 орденами Отечественной войны I степени и орденом Красной Звезды.

### После войны
В октябре 1945 года Древницкого назначили командиром гвардейского крейсера «Красный Кавказ» Черноморского флота. Однако уже в июне 1946 года его от должности отстранили «за плохую работу». Полгода находился в распоряжении командования флотом. С декабря 1946 по январь 1949 года Древницкий состоял старшим помощником командира крейсера «Чапаев» Северного флота.

### В отставке
С января 1949 года находился в запасе по болезни. Скончался он 20 декабря 1957 года в Ленинграде.

## Память
- На могиле установлен надгробный памятник

## Награды
- Орден Красного Знамени (1940)
- Орден Отечественной войны I степени (1944)[1]
- Орден Отечественной войны I степени (1944)[2]
- Орден Красной Звезды (1944)[3]
- Медаль «За оборону Ленинграда»[4]
- Медаль «За оборону Советского Заполярья»[5]
- Медаль «За победу над Германией в Великой Отечественной войне 1941—1945 гг.» (9 мая 1945[6])